# Амундсен-Скотт

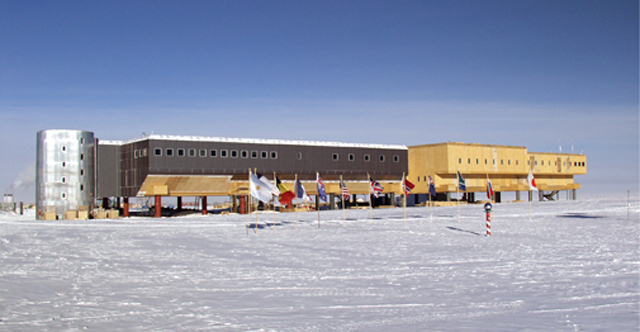
Антарктическая станция «Амундсен-Скотт»; перед флагами виден полосатый столб, обозначающий земную ось (январь 2006 года)

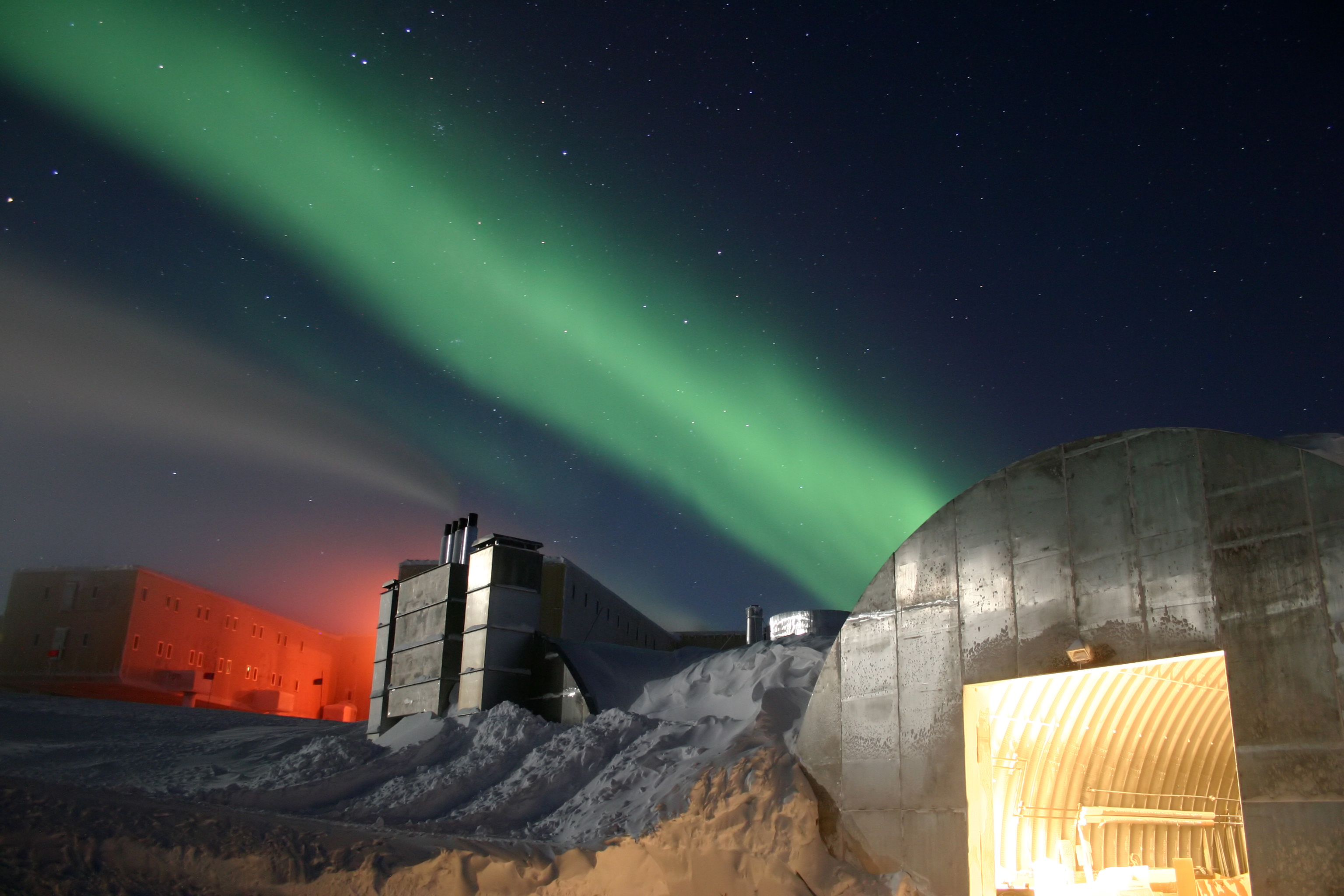
Полярное сияние на станции «Амундсен-Скотт»

А́мундсен-Ско́тт (англ. Amundsen–Scott South Pole Station) — действующая с 1956 года постоянно обитаемая антарктическая станция США на Южном полюсе. Располагается на высоте 2 835 м над уровнем моря. Первая станция в глубине материка Антарктики (не на побережье).
Станция была построена в ноябре 1956 года для научных целей по приказу правительства США.

## Хронология
При открытии (в 1956 году в рамках Международного геофизического года) станция располагалась точно на Южном полюсе, однако на начало 2006 года из-за движения льдов станция находилась примерно в 100 м от географического южного полюса.
Станция получила своё название в честь первооткрывателей Южного полюса — Руаля Амундсена и Роберта Скотта, достигнувших цели в 1911–1912 годах.
Станция находится на высоте 2 835 м над уровнем моря, на леднике, который неподалёку достигает максимальной толщины 2 850 м (данные на 2005 год). Среднегодовая температура — около −49°С; изменяется от −28°C в декабре до −60°C в июле. Средняя скорость ветра — 5,5 м/с; были зарегистрированы порывы до 27 м/с.

### Основание станции (1957—1975)
Первоначальная станция — теперь называется «Старый полюс» (англ. Old Pole) — была основана в 1956–1957 годах экспедицией ВМС США из 18 человек, которые высадились здесь в октябре 1956 года и впервые в истории Антарктиды провели зимовку у Южного полюса. Самая низкая температура в 1957 году была зарегистрирована на уровне −74°C (−102°F). Выжить при такой низкой температуре в сочетании с низкой влажностью и низким давлением воздуха возможно только при наличии надлежащей защиты. Станция была собрана из готовых деревянных панелей и балок, доставленных самолётами с базы Мак-Мердо. Изначально станция располагалась на уровне земли, однако в первый же год начала заноситься снегом и впоследствии своды туннелей пришлось укрепить металлическими конструкциями. В последующие сезоны над крышами уходящих всё глубже в снег построек были дополнительно надстроены «холодные чердаки», что позволило решить сразу две проблемы: уменьшить толщину (а следовательно, и вес) снежного покрова над крышами, а также избавить членов экспедиции от капающей с потолка воды, так как поднимающееся от крыш отапливаемых помещений тепло вызывало постоянное таяние снега.
4 января 1958 года на станцию прибыла группа Трансантарктической экспедиции Британского содружества во главе с известным альпинистом Эдмундом Хиллари. Это была первая экспедиция, в которой использовался автомобильный транспорт, и первая, достигшая полюса по суше, после Амундсена в 1911 году и Скотта в 1912 году. Экспедиция двигалась от новозеландской станции «Скотт-Бейс».
Покинутая в 1975 году станция постепенно заносилась снегом (как и любое сооружение на Южном полюсе) со скоростью 60—80 мм в год. Не смотря на это, в течение ряда лет «Старый полюс» регулярно (иногда в нарушение запрета) посещался участниками зимовок в качестве своеобразной традиции. После того, как было обнаружено ускорившееся разрушение конструкций, проявившееся во вспучивании полов, провисании потолков и вылете заклёпок из напряженных под весом снега металлических балок, станция была полностью закрыта для посещения. После инцидента, когда под весом проезжавшего трактора обрушились пустоты бывших построек (водитель не пострадал, однако трактор провалился в 9-метровую яму), в интересах безопасности было принято решение о подрыве остатков станции. В декабре 2010 года «Старый полюс» был полностью уничтожен подрывом заложенных зарядов, и первоначальная станция прекратила своё 53-летнее существование.

### Купол (1975—2003)

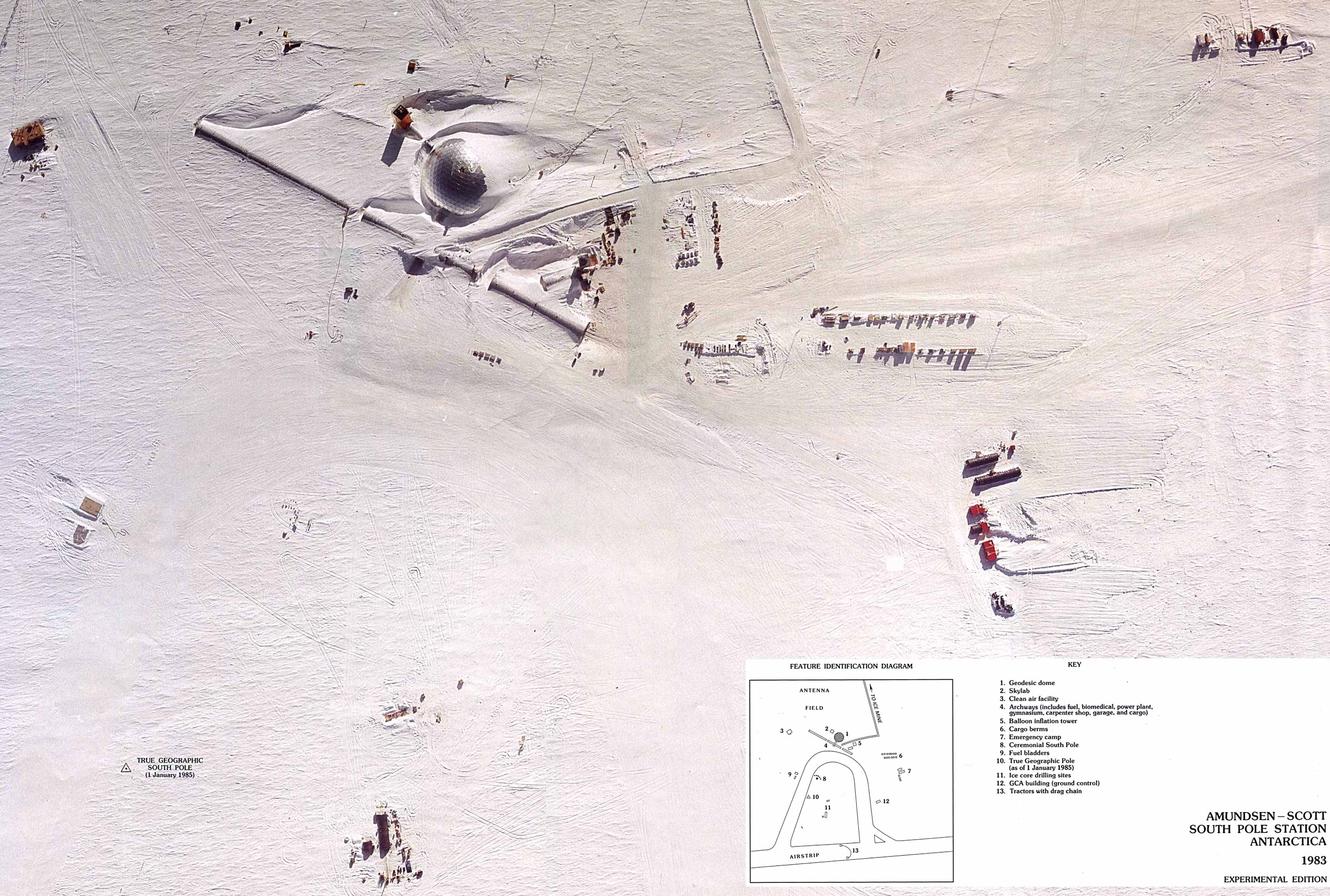
Фотография станции «Амундсен-Скотт» с воздуха, сделанная примерно в 1983 году. Виден центральный купол, а также различные контейнеры и вспомогательные строения

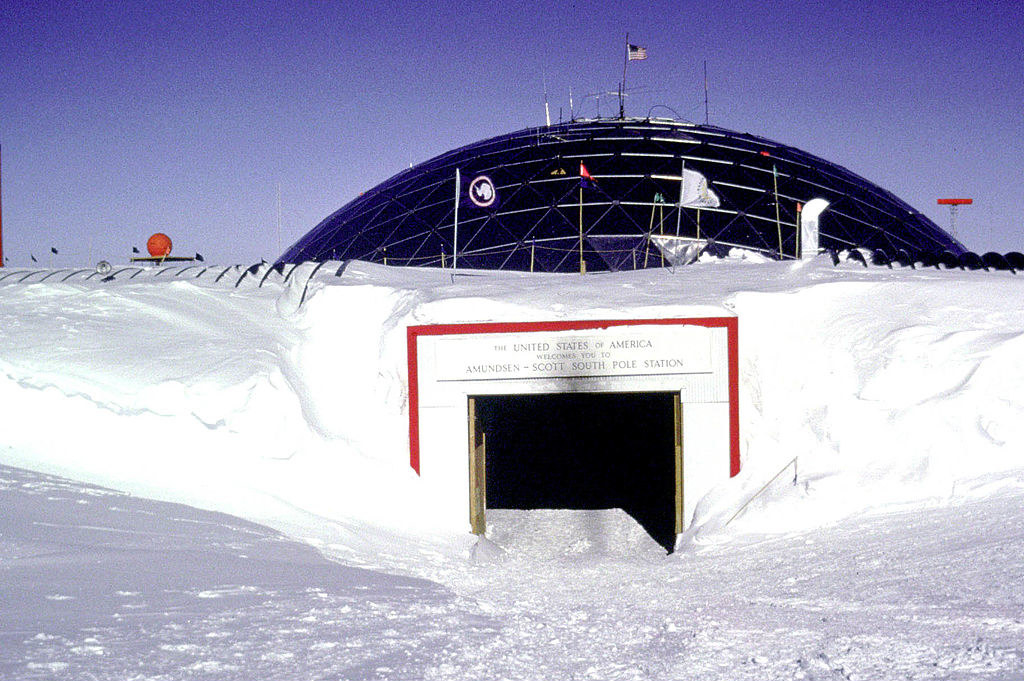
Главный вход в купол расположен ниже уровня снега. Изначально купол был построен на поверхности, но затем постепенно погрузился в снег

Алюминиевый купол — достопримечательность станции. В нём были даже почтовое отделение, магазин и паб.
Любое здание на полюсе подвергается сверхнагрузкам из-за сильнейших ветров, низких температур и огромного количества снега, который за короткое время заносит здания. Тратилось гигантское количество топлива для удаления снега, при том что стоимость доставки топлива на станцию с помощью полярной авиации была крайне высокой. 
Конструкция купола была не самой удачной. Оборудование 1975 года совершенно устарело. Купол был практически занесён снегом. Необходимы были новые подходы к созданию помещений полярной станции. 
В декабре 1980 года станцию посетили участники Трансглобальной экспедиции во главе с Ранульфом Файнсом, пересекавшие Антарктиду по суше.

### Новый научный комплекс (с 2003 года)
Уникальная конструкция на сваях позволяет снегу не скапливаться у здания, а проходить под ним. Скошенная форма нижней части здания позволяет направить ветер под здание, что способствует выдуванию снега. Но рано или поздно снег засыплет сваи, и тогда можно будет дважды поднять станцию домкратами (это обеспечивает срок службы станции от 30 до 45 лет).
Строительные материалы доставлялись самолётами «Геркулес» со станции Мак-Мердо на берегу и только в светлое время года. Было сделано более тысячи рейсов.
В комплексе построены:
- 11-километровая низкочастотная антенна для наблюдения и предсказания небесных и космических бурь,
- 10-метровый телескоп весом 275 т в 7-этажном здании обсерватории,
- буровая установка (глубина — до 2,5 км) для изучения нейтрино.

В 2006 году на станцию впервые были доставлены грузы по шоссе Мак-Мердо — Южный полюс.
15 января 2008 года в присутствии руководства Национального научного фонда США и других организаций американский флаг был спущен со станции-купола и поднят перед новым современным комплексом. Станция может принимать до 200 человек летом и около 50 — зимой.

## Климат
| Показатель                    | Янв.  | Фев.  | Март  | Апр.  | Май   | Июнь  | Июль  | Авг.  | Сен.  | Окт.  | Нояб. | Дек.  | Год   |
| ----------------------------- | ----- | ----- | ----- | ----- | ----- | ----- | ----- | ----- | ----- | ----- | ----- | ----- | ----- |
| Абсолютный максимум, °C       | −14,4 | −20,6 | −26,7 | −27,8 | −25,1 | −28,8 | −33,9 | −32,8 | −29,3 | −25,1 | −18,9 | −12,3 | −12,3 |
| Средний суточный максимум, °C | −25,9 | −38,1 | −50,3 | −54,2 | −53,9 | −54,4 | −55,9 | −55,6 | −55,1 | −48,4 | −36,9 | −26,5 | −46,3 |
| Средняя температура, °C       | −28,4 | −40,9 | −53,7 | −57,8 | −58   | −58,9 | −59,8 | −59,7 | −59,1 | −51,6 | −38,2 | −28   | −49,5 |
| Средний суточный минимум, °C  | −29,4 | −42,7 | −57   | −61,2 | −61,7 | −61,2 | −62,8 | −62,5 | −62,4 | −53,8 | −40,4 | −29,3 | −52   |
| Абсолютный минимум, °C        | −41,1 | −58,9 | −71,1 | −75   | −78,3 | −82,8 | −80,6 | −79,3 | −79,4 | −72   | −55   | −41,1 | −82,8 |
| Источник: Погода и Климат     |       |       |       |       |       |       |       |       |       |       |       |       |       |

Минимальная температура на южном географическом полюсе Земли составила −82,8 °C — выше, чем абсолютный температурный минимум на планете и на станции «Восток».

## Деятельность
Летом население станции составляет, как правило, более 200 человек. Большинство персонала уезжает к середине февраля, в результате чего на зимний период остается всего несколько десятков человек (43 в 2009 году) — в основном это вспомогательный персонал плюс несколько учёных, которые содержат станцию в период антарктической ночи. Зимовщики изолированы от остального мира с середины февраля по конец октября — этот период представляет опасность для их жизнедеятельности. Станция снабжается электропитанием от трёх генераторов, работающих на авиационном топливе JP-8.
Исследования на станции ведутся в таких научных областях, как гляциология, геофизика, метеорология, физика верхней атмосферы, астрономия, астрофизика и биомедицина. Большинство учёных работают в области гравитационно-волновой астрономии; низкая температура и низкая влажность полярного воздуха в сочетании с высотой более 2 743 м (9 000 футов) обеспечивают гораздо большую прозрачность воздуха, чем в других местах планеты, а месяцы темноты позволяют работать чувствительному оборудованию постоянно.
На станции есть небольшая теплица. Различные овощи, фрукты и травы, от свежих баклажанов до халапеньо, выращиваются при помощи гидропоники с применением только воды и питательных веществ. Теплица является единственным источником свежих фруктов и овощей в зимний период.

### Транспорт

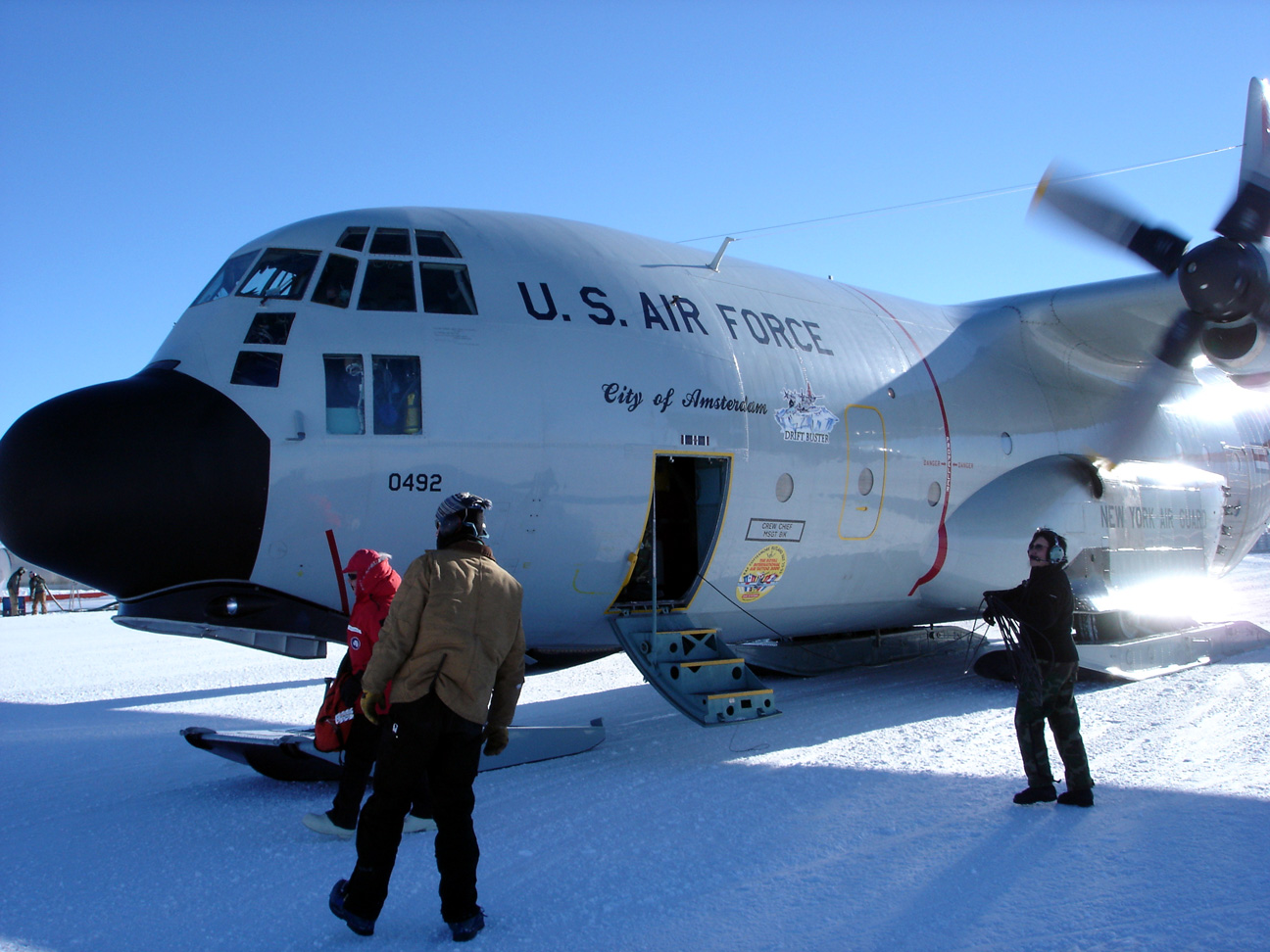
Jack F. Paulus Skiway. Экипаж выгружает груз из LC-130 на Южном полюсе. В целях предотвращения замерзания смазочных жидкостей и топлива двигатели работают всё то время, пока самолет находится на полюсе

Станция имеет взлетно-посадочную полосу для самолетов (ИКАО: NZSP), длиной 3 658 м. В период с октября по февраль выполняется по несколько рейсов в день на оборудованных лыжами грузовых самолетах «Геркулес LC-130» от станции Мак-Мердо. Снабженческие миссии собирательно именуются Операция «Глубокая заморозка».
Грузоподъемность самолёта «Геркулес LC-130» должна рассматриваться как мера для всех поставок материально-технической поддержки на станцию. Научное оборудование и строения разбиваются на модульные части и собираются на месте. Ограничения самолёта были одной из основных причин для создания в 2006 году ледового шоссе Мак-Мердо — Южный полюс для наземных поставок на станцию.

### Связь
Доступ к данным станции обеспечивается через спутники NASA TDRS-F1, Marisat, LES 9, GOES и Иридиум. В сезоне 2007—2008 гг. протокол для TDRS (TDRSS для Южного полюса или SPTR) был улучшен до уровня поддержки обратной передачи данных на скорости в 50 Мбит/с, что составляет более 90 % от возможной скорости.

## События
В 1991 году Майкл Пейлин посетил базу во время 8-го и последнего эпизода в его телевизионном документальном фильме BBC «От полюса до полюса».
В 1996 году первая в мире женская полярная команда «Метелица» достигла станции в ходе научно-исследовательской экспедиции по маршруту «Восток — Амундсен-Скотт».
В 1999 году во время зимовки врач Джерри Нильсен обнаружила у себя рак груди. Ей пришлось делать себе химиотерапию с помощью медикаментов, сброшенных в июле, и лишь в середине октября она была вывезена первым в сезоне рейсом полярной авиации.
1 января 2000 года НАСА организовала прямой ТВ-эфир на Южном полюсе, чтобы отпраздновать столетие средств массовой информации Южного полюса. Во время этого интерактивного вещания студенты из нескольких школ США задавали учёным на станции вопросы об их работе и условиях жизни на полюсе.
В январе 2007 года станцию посетила группа российских высоких должностных лиц, в том числе руководители ФСБ Николай Патрушев и Владимир Проничев. Экспедиция под руководством полярного исследователя Артура Чилингарова стартовала в Чили на двух вертолетах Ми-8 и совершила посадку на Южном полюсе.
6 сентября 2007 г. вышло в эфир ТВ-шоу Man Made компании National Geographic Channel с эпизодом о строительстве здесь нового здания.
9 ноября 2007 в программе Today компании NBC Энн Кэрри с помощью спутникового телефона провела репортаж, который транслировался в прямом эфире с Южного полюса.
На Рождество 2007 года два сотрудника базы в пьяном виде устроили драку и были эвакуированы[значимость факта?].

## В массовой культуре
Каждый год персонал станции собирается для просмотра фильмов «Нечто» и «Сияние».
Станция занимает видное место в ряде научно-фантастических телесериалов, в том числе в фильме «Секретные материалы: Борьба за будущее».
Станция на Южном полюсе под названием Snowcap Base была местом первого вторжения киберлюдей на Землю в сериале 1966 года Доктор Кто The Tenth Planet.
Книга писателя-фантаста Кима Стэнли Робинсона «Антарктика» (1997) повествует о ближайшем будущем станций Амундсен-Скотт и Мак-Мердо.
В эпизоде «Во льдах» (англ. «Frozen») четвёртого сезона сериала «Доктор Хаус» перед Грегори Хаусом стоит задача помочь с помощью видеосвязи пациентке, которая находится на станции в Антарктике (сюжет, вероятно, основан на инциденте с Джерри Нильсен, упомянутом выше).
Программа On Thin Ice компании Би-би-си показала две попытки (в конечном счете успешные) британского олимпийского чемпиона Джеймса Крэкнелла (James Cracknell), телеведущего Бена Фогла (Ben Fogle) и доктора Эда Коутса (Ed Coates) принять участие в гонках на Южный полюс, впервые организованных после «гонки» Амундсена и Скотта. Финальный эпизод этих 5 частей показал эту тройку, прибывшую на Южный полюс, на фоне станции «Амундсен-Скотт». Тройка финишировала вторыми, через 20 часов после двойки из Норвегии.
В фильме Белая мгла (2009) действие происходит на станции «Амундсен-Скотт», хотя здания в фильме совершенно не похожи на реальные.
Станция «Амундсен-Скотт» фигурирует в песне Евгения Головина «Антарктида».
Является чудом света в компьютерной игре Sid Meiers Civilization VI, а именно в дополнении Rise and Fall.

## Временная зона
На Южном полюсе закат и восход солнца теоретически видны только по одному разу в год, в осеннее и весеннее равноденствие соответственно, но из-за атмосферной рефракции солнце каждый раз восходит и заходит в течение более чем четырёх дней. Здесь нет солнечного времени; нет выраженных ежедневных максимума или минимума высоты солнца над горизонтом. Станция использует новозеландское время (по Гринвичу +12 часов или +13 часов в летнее время), поскольку все полёты на станцию Мак-Мердо происходят из Крайстчерча и, следовательно, все официальные поездки из полюсов проходят через Новую Зеландию.

## Галерея

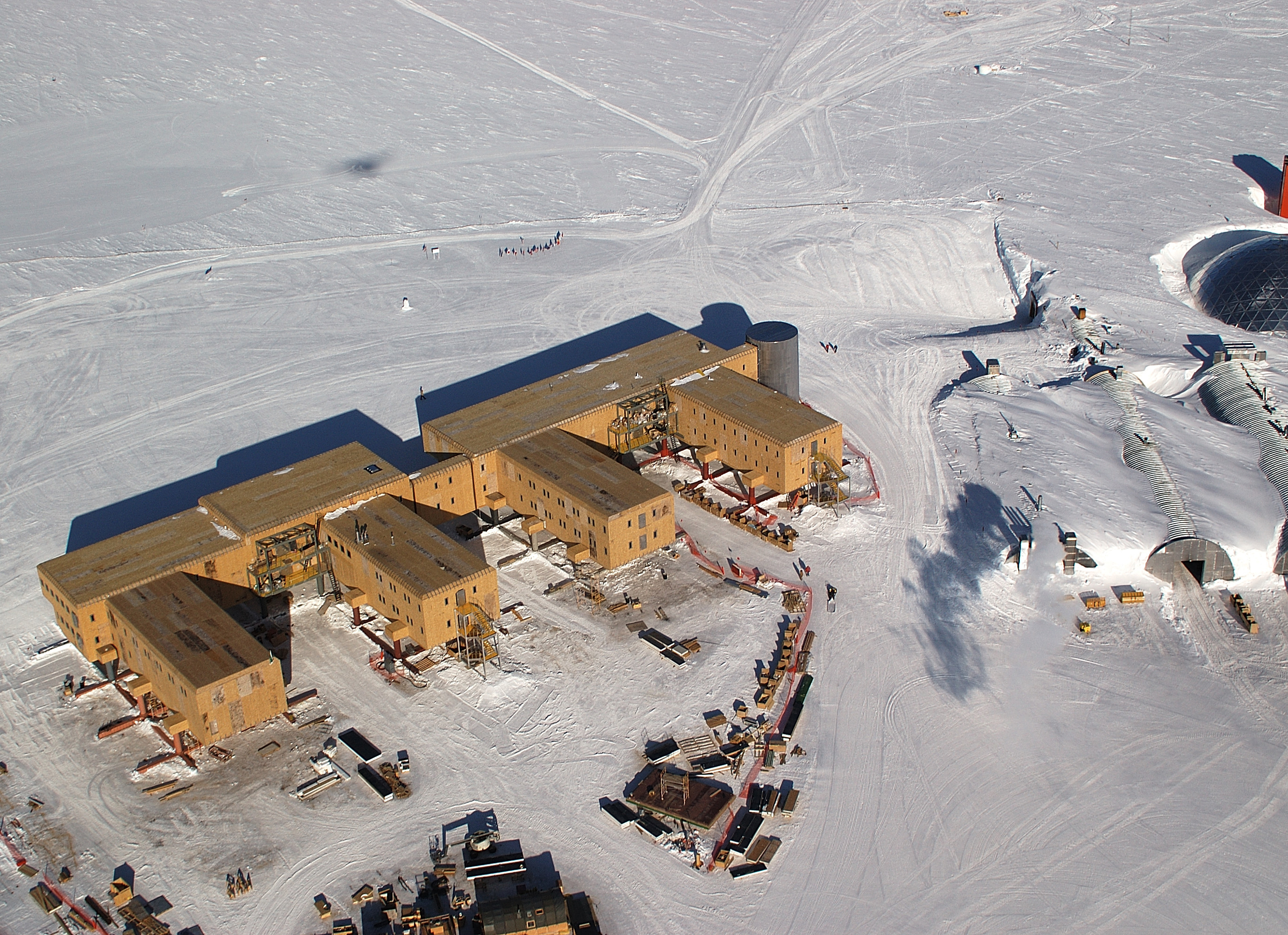
Новая станция с высоты птичьего полёта, январь 2005
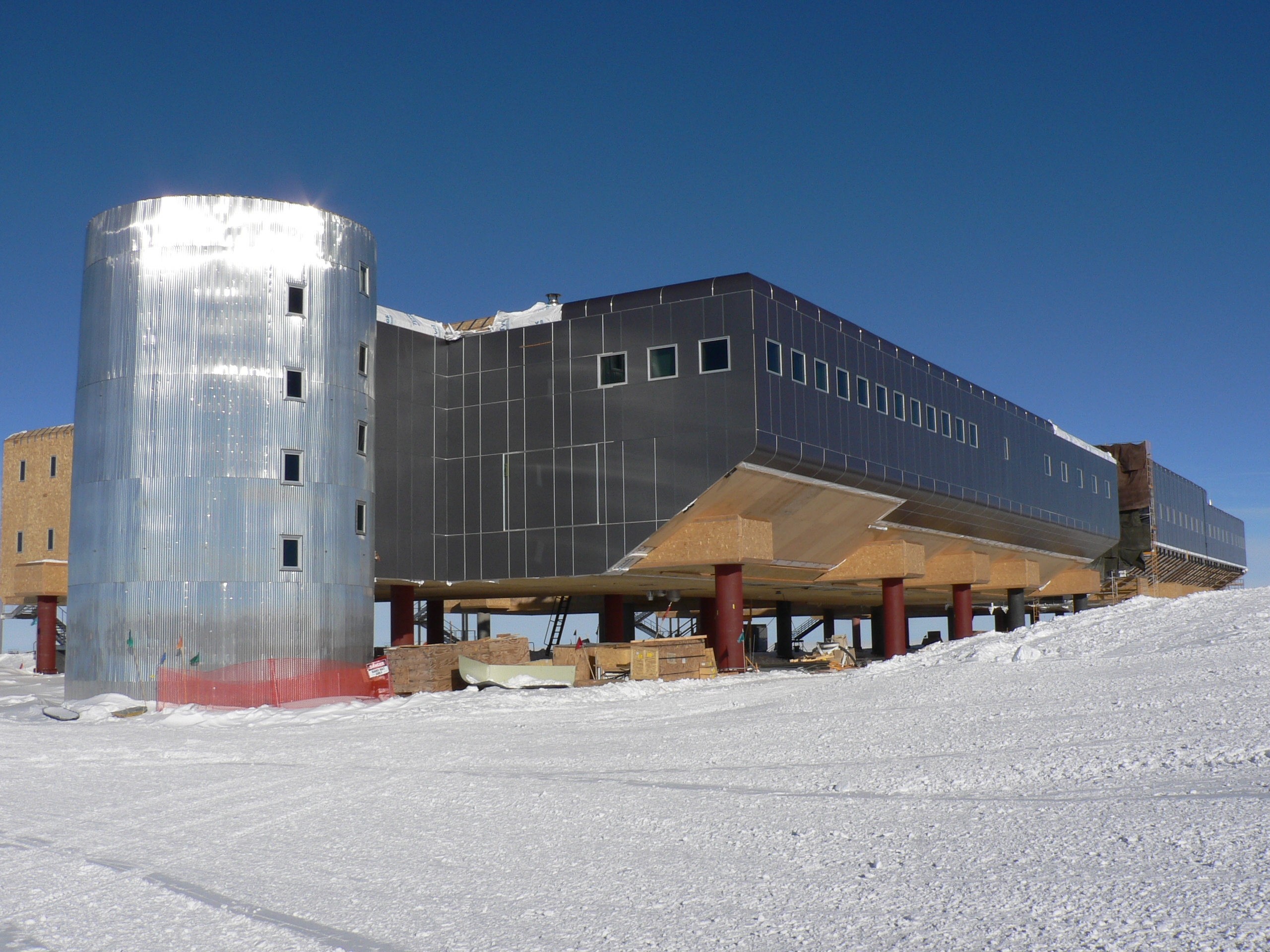
Новая станция, январь 2007
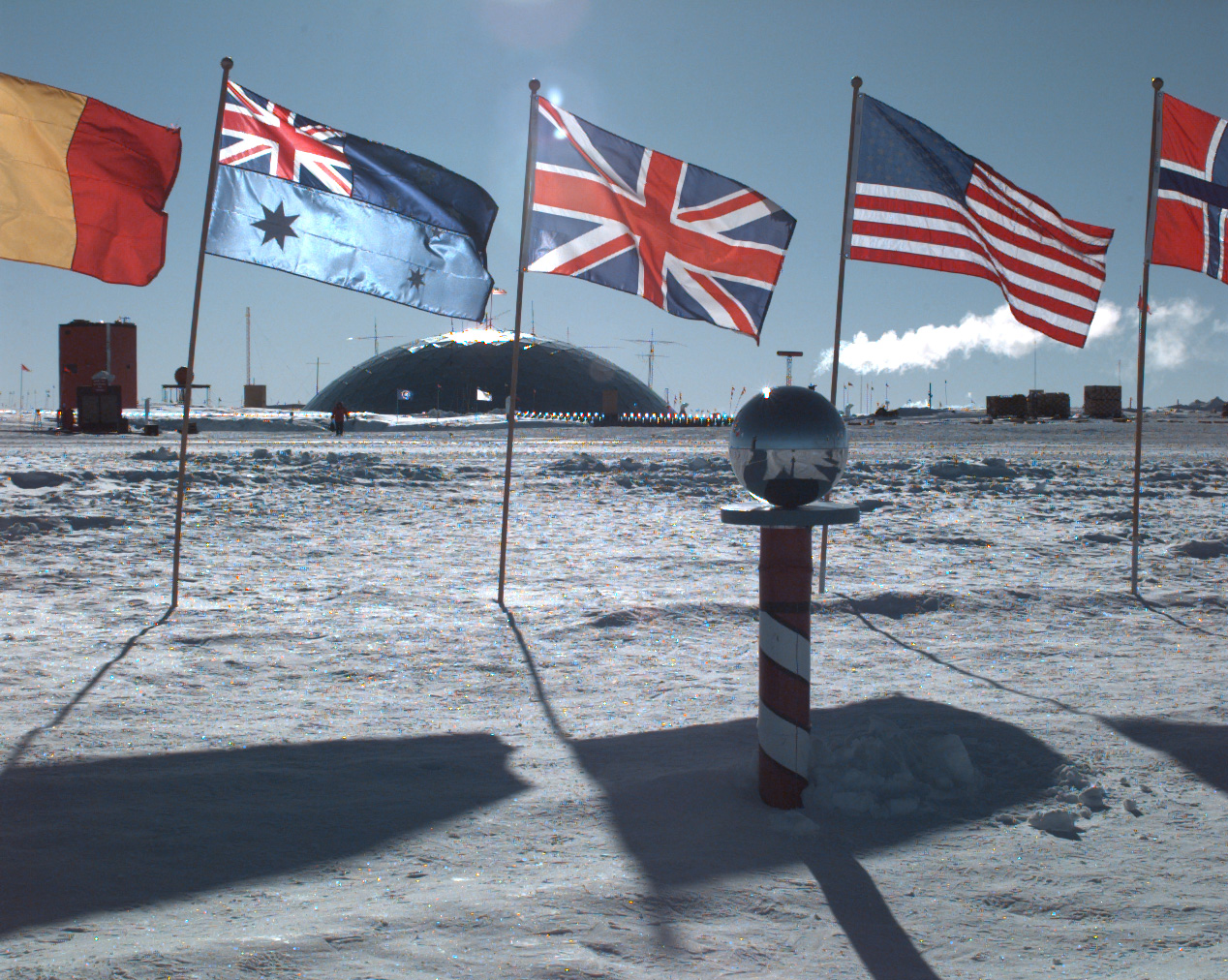
Географический южный полюс, старая станция на заднем плане, 1996 год
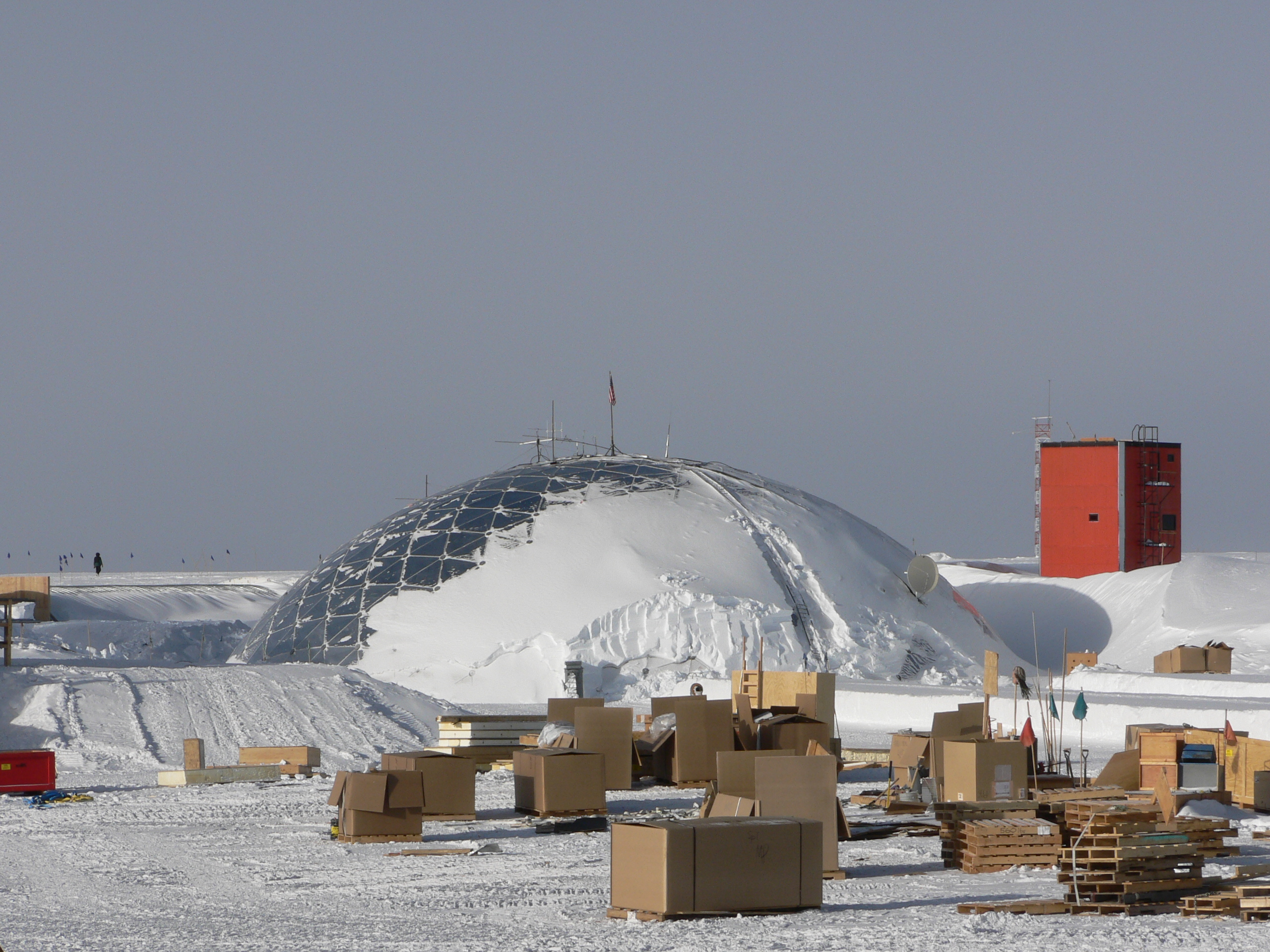
Старая станция, февраль 2007
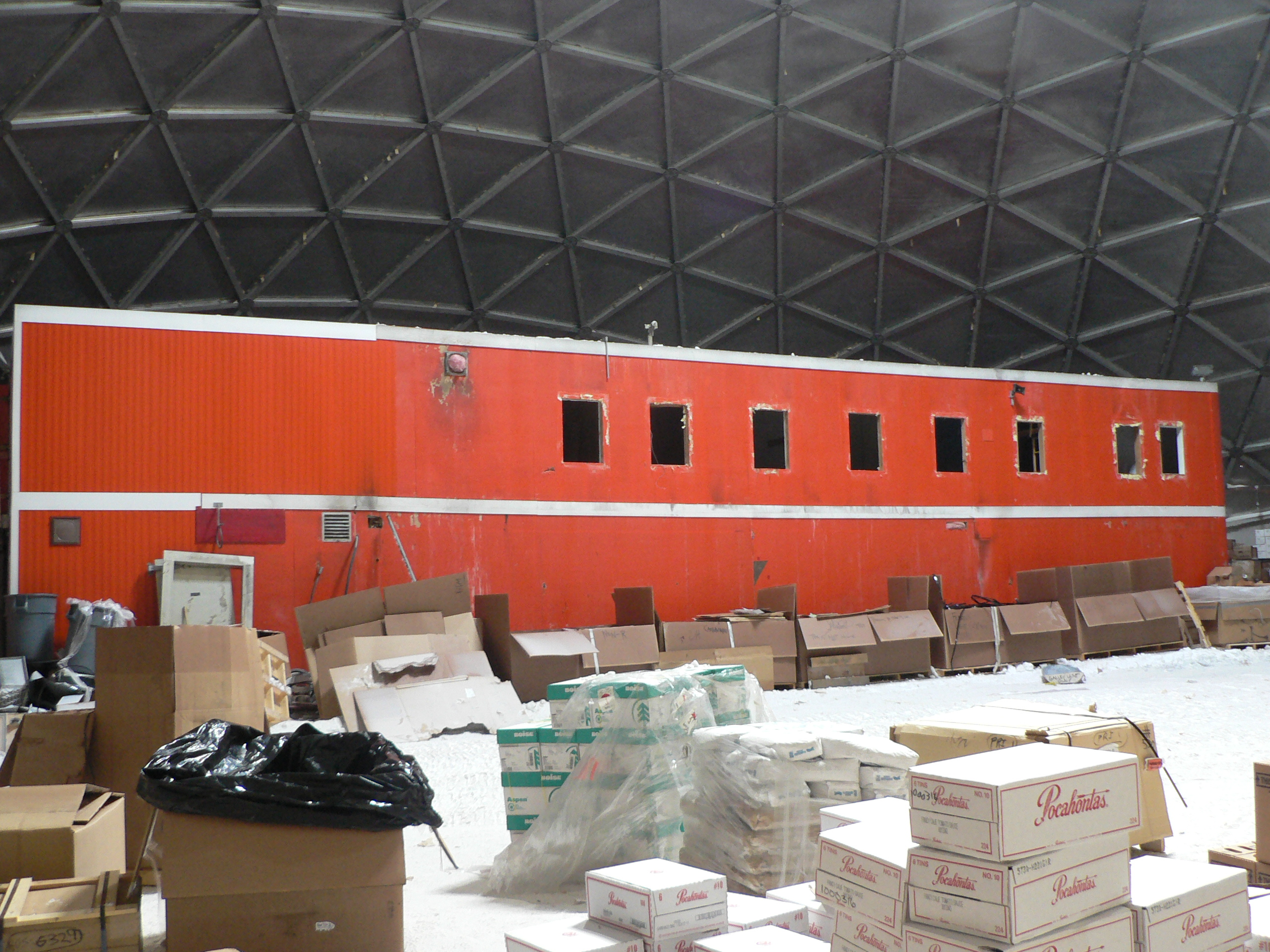
Остатки здания под куполом, январь 2007
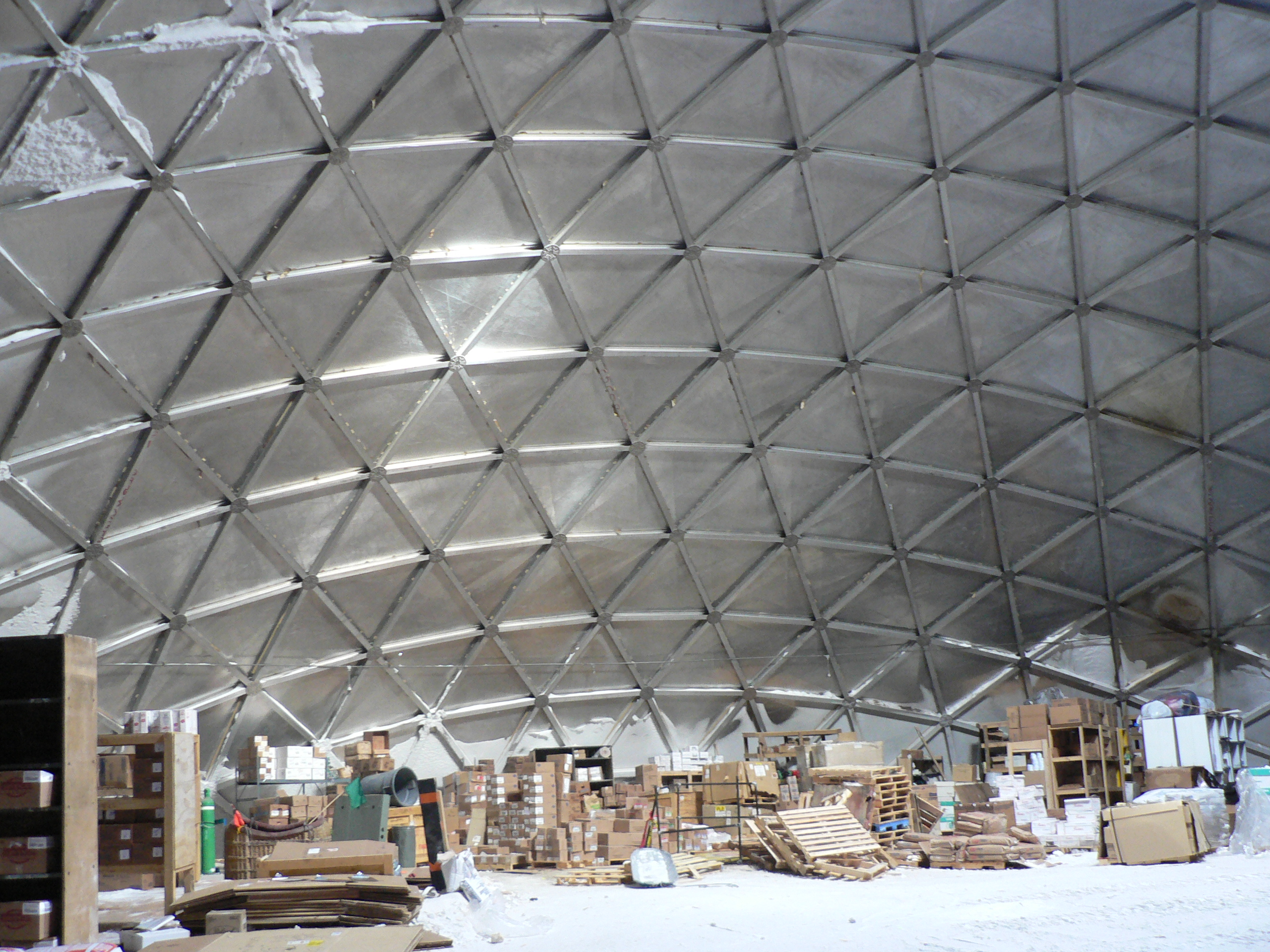
Склад под куполом, январь 2007
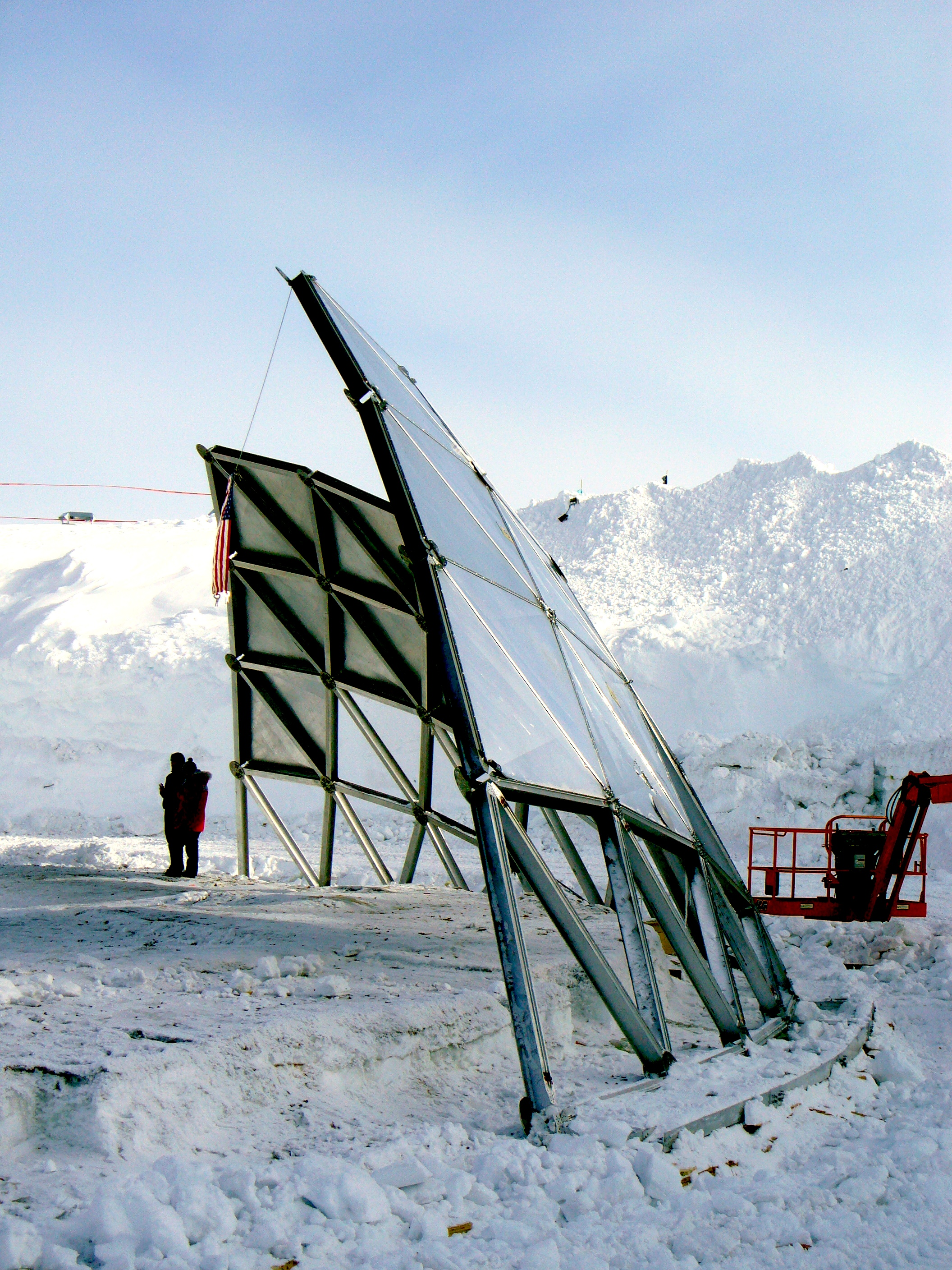
Остатки купола, разобранного в 2009 году